# هلگا نمت
هلگا نمت (انگلیسی: Helga Németh؛ زادهٔ ۷ اوت ۱۹۷۳) بازیکن هندبال اهل مجارستان است.